# Persone di nome Al
| Questa pagina contiene informazioni ricavate automaticamente dalle voci biografiche con l'ausilio del template Bio e di un bot. L'aggiornamento è periodico e automatico e ricostruisce completamente la pagina. Se manca una persona in questa lista, sei pregato di non aggiungerla, ma accertati piuttosto che la sua voce biografica contenga il template Bio e che i dati anagrafici siano correttamente compilati. Se il template Bio manca, inseriscilo tu stesso o, in alternativa, metti l'avviso {{tmp\|Bio}} che ne segnala la mancanza. Se i dati riportati sono sbagliati, correggi direttamente la voce biografica; le modifiche saranno visibili in questa lista entro pochi giorni. Per chiarimenti vedi il progetto antroponimi. La lista contiene solo le 65 persone che sono citate nell'enciclopedia e per le quali è stato implementato correttamente il template Bio. Pagina aggiornata al 16 ott 2024. |

Questa è una lista di persone presenti nell'enciclopedia che hanno il prenome Al, suddivise per attività principale.

## Artisti marziali misti(1)
- Al Iaquinta, ex artista marziale misto statunitense (Valley Stream, n. 1987)

## Attori(9)
- Al Ferguson, attore e regista irlandese (Wexford, n. 1888 - Long Island, † 1971)
- Al W. Filson, attore statunitense (Bluffton, n. 1857 - Lake Elsinore, † 1925)
- Al Ernest Garcia, attore statunitense (San Francisco, n. 1887 - Los Angeles, † 1938)
- Al Lettieri, attore statunitense (New York, n. 1928 - New York, † 1975)
- Al Ruscio, attore statunitense (Salem, n. 1924 - Encino, † 2013)
- Al Sapienza, attore statunitense (New York, n. 1962)
- Al Shean, attore tedesco (Dornum, n. 1868 - New York, † 1949)
- Al Shearer, attore statunitense (Ohio, n. 1977)
- Al St. John, attore statunitense (Santa Ana, n. 1893 - Lyons, † 1963)

## Attori pornografici(1)
- Al Parker, attore pornografico statunitense (Natick, n. 1952 - San Francisco, † 1992)

## Batteristi(2)
- Al Foster, batterista statunitense (Richmond, n. 1943)
- Al Sobrante, batterista e produttore discografico statunitense (San Francisco, n. 1969)

## Calciatori(3)
- Al Hassan Saleh, calciatore emiratino (Emirati Arabi Uniti, n. 1991)
- Al Miller, ex calciatore e allenatore di calcio statunitense (Lebanon, n. 1936)
- Mohanad Salem, ex calciatore emiratino (Abu Dhabi, n. 1985)

## Cantanti(5)
- Al Cisneros, cantante e bassista statunitense (San Jose, n. 1973)
- Al Dexter, cantante statunitense (Jacksonville, n. 1905 - Denton, † 1984)
- Al Jarreau, cantante statunitense (Milwaukee, n. 1940 - Los Angeles, † 2017)
- Al Jourgensen, cantante, chitarrista e tastierista statunitense (L'Avana, n. 1958)
- Al Martino, cantante e attore statunitense (Filadelfia, n. 1927 - Springfield, † 2009)

## Cestisti(3)
- Al Beal, ex cestista statunitense (Fort Lauderdale, n. 1958)
- Al Faber, ex cestista olandese (n. 1951)
- Al Jefferson, ex cestista statunitense (Monticello, n. 1985)

## Chitarristi(6)
- Al Caiola, chitarrista, arrangiatore e compositore statunitense (Jersey City, n. 1920 - Allendale, † 2016)
- Al Casey, chitarrista statunitense (Louisville, n. 1915 - New York, † 2005)
- Al Hendrickson, chitarrista statunitense (Eastland, n. 1920 - Coos Bay, † 2007)
- Al Perkins, chitarrista statunitense (De Kalb, n. 1944)
- Al Pitrelli, chitarrista statunitense (New York, n. 1962)
- Al Viola, chitarrista statunitense (New York, n. 1919 - Los Angeles, † 2007)

## Contrabbassisti(1)
- Al McKibbon, contrabbassista statunitense (n. 1919 - † 2005)

## Fumettisti(3)
- Al Capp, fumettista statunitense (New Haven, n. 1909 - South Hampton, † 1979)
- Al Ewing, fumettista britannico (n. 1977)
- Al Smith, fumettista statunitense (New York, n. 1902 - Rutland, † 1986)

## Giocatori di football americano(5)
- Al Baker, ex giocatore di football americano statunitense (Jacksonville, n. 1956)
- Al Miller, ex giocatore di football americano e allenatore di football americano statunitense (El Dorado, n. 1947)
- Al Richardson, ex giocatore di football americano statunitense (Abbeville, n. 1957)
- Al Saunders, ex giocatore di football americano e allenatore di football americano statunitense (Londra, n. 1947)
- Al Woods, giocatore di football americano statunitense (Jennings, n. 1987)

## Illusionisti(1)
- Al Koran, illusionista britannico (Upper Clapton, n. 1917 - Chicago, † 1972)

## Illustratori(1)
- Al Barrow, illustratore, bassista e cantante britannico (Londra, n. 1968)

## Informatici(1)
- Al Lowe, informatico e musicista statunitense (Chesterfield, n. 1946)

## Mafiosi(1)
- Al Capone, mafioso statunitense (New York, n. 1899 - Miami Beach, † 1947)

## Mercanti(1)
- Abushiri, mercante arabo (Pangani, † 1889)

## Militari(1)
- Al Aghlab ibn Mohammed ibn Aghlab, militare arabo († 878)

## Musicisti(2)
- Al Kooper, musicista statunitense (New York, n. 1944)
- Al Rangone, musicista e cantautore italiano (Alessandria, n. 1943)

## Nobildonne(1)
- Al Joud bint Salman Al Khalifa, nobildonna bahreinita

## Parolieri(1)
- Al Lewis, paroliere e musicista statunitense (New York, n. 1901 - New York, † 1967)

## Piloti automobilistici(1)
- Al Keller, pilota automobilistico statunitense (Alexander, n. 1920 - Phoenix, † 1961)

## Poeti(1)
- Al Berto, poeta e pittore portoghese (Coimbra, n. 1948 - Lisbona, † 1997)

## Politici(1)
- Mohamed Amin Didi, politico maldiviano (n. 1910 - † 1954)

## Principesse(2)
- Al Jawhara bint Ibrahim Al Ibrahim, principessa saudita
- Al Jawhara bint Musaed Al Jiluwi, principessa saudita (n. 1891 - Riyad, † 1919)

## Produttori discografici(1)
- Al Schmitt, produttore discografico statunitense (New York, n. 1930 - Bell Canyon, † 2021)

## Pubblicitari(1)
- Al Ries, pubblicitario statunitense (Indianapolis, n. 1926 - Atlanta, † 2022)

## Rapper(1)
- A.L.T., rapper statunitense (El Monte, n. 1970)

## Registi(3)
- Al Adamson, regista statunitense (Hollywood, n. 1929 - Indio, † 1995)
- Al Christie, regista, sceneggiatore e produttore cinematografico canadese (London, n. 1881 - Hollywood, † 1951)
- Al Festa, regista, compositore e sceneggiatore italiano (Roma, n. 1960)

## Sassofonisti(1)
- Al Cohn, sassofonista, arrangiatore e compositore statunitense (Brooklyn, n. 1925 - Stroudsburg, † 1988)

## Sceneggiatori(1)
- Al Giebler, sceneggiatore statunitense (Randolph, n. 1872 - Los Angeles, † 1950)

## Sovrani(1)
- Sulaiman Badrul Alam Shah di Terengganu, sovrano malese (Kuala Terengganu, n. 1895 - Padang Sri Negara, † 1942)

## Trombettisti(1)
- Al Hirt, trombettista e direttore d'orchestra statunitense (New Orleans, n. 1922 - New Orleans, † 1999)

## Wrestler(1)
- Al Perez, ex wrestler statunitense (Tampa, n. 1960)